# Skijöring na Zimowych Igrzyskach Olimpijskich 1928
Skijöring na Zimowych Igrzyskach Olimpijskich 1928 w Sankt Moritz był dyscypliną pokazową. Zawody odbyły się 12 lutego. Udział wzięło 8 zawodników. Trasa wyścigu liczyła 1900 m. Wszystkie miejsca na podium zajęli reprezentanci Szwajcarii, w tym trzecią pozycję zajął Henryk Mückenbrunn, który na poprzednich igrzyskach startował w barwach Polski. Był to jedyny raz kiedy zawody w tej dyscyplinie sportu były rozgrywane podczas igrzysk olimpijskich.

## Wyniki
| Pozycja | Zawodnik           | Koń       | Reprezentacja |
| ------- | ------------------ | --------- | ------------- |
|         | Rudolf Wettstein   | Jallange  | Szwajcaria    |
|         | Bibi Torriani      | Loup      | Szwajcaria    |
|         | Henryk Mückenbrunn | Frania    | Szwajcaria    |
| ?       | Peter Conrad       | Carobube  | Szwajcaria    |
| ?       | N.N.               | Rvial     | ?             |
| ?       | Brander            | Tiberina  | Szwajcaria    |
| ?       | F. Mordasini       | Horodenka | Szwajcaria    |
| ?       | Fritz Kuhn         | Jenoé     | Szwajcaria    |